# Delphine Le Lay
 (octobre 2018).
Delphine Le Lay est une scénariste française de bande dessinée, née en 1979. 

## Biographie
Delphine Le Lay travaille essentiellement en duo, en tant que scénariste, avec son compagnon depuis 2007 Alexis Horellou, dessinateur.

## Ouvrages
- Delphine Le Lay (scénario) et Alexis Horellou (dessin), Lyz et ses cadavres exquis, Paris, Petit à Petit, 2010, 143 p. (ISBN 978-2-84949-182-9)
- Delphine Le Lay (scénario) et Alexis Horellou (dessin), Le souffle court, Vallauris, Les enfants rouges, 211, 177 p. (ISBN 978-2-35419-049-1)
- Alexis Horellou (dessin) et Delphine Le Lay (scénario), Plogoff, Paris, Delcourt, 2013, 189 p. (ISBN 978-2-7560-3151-4). Cet album relate les événements abordés dans l'article sur l'Affaire de Plogoff, lors du projet de construction d'un centrale nucléaire sur la pointe du Finistère à la fin des années 1970[2].
- Alexis Horellou (dessin), Delphine Le Lay (scénario) et Delphine Boé (scénario), 100 maisons : La Cité des abeilles, Paris, Delcourt, 2015, 143 p. (ISBN 978-2-7560-4957-1)

- Alexis Horellou (dessin), Delphine Le Lay (scénario), Ralentir, Le Lombard, 2017
- Alexis Horellou (dessin), Delphine Le Lay (scénario), Lucien et les mystérieux phénomènes, Casterman :

1. L'empreinte de H. Price, 2019
2. Granit rouge, 2020
3. Sorcières, 2021

## Prix
- 2014 : Prix Tournesol pour Plogoff (avec Alexis Horellou)[3]
- 2020 : Prix Atomium des enfants, avec Alexis Horellou, pour Lucien et les mystérieux phénomènes[4].